# Nu falmer skoven trindt om land
Nu falmer skoven trindt om land er en dansk salme med tekst af N.F.S. Grundtvig i 1844. Der findes 2 kendte melodier til denne salme. Den ene melodi er skrevet af Johan Henrik Nebelong i 1889. Den anden er af ukendt tysk oprindelse formentlig omkring midten af 1600-tallet.

## Tekst
Grundtvig fik bestilling på en salme fra Peter Rørdam, sognepræst i Mern på Sydsjælland, til en høstgudstjeneste. Grundtvigs første forsøg stillede ikke Rørdom tilfreds og Grundtvig skrev en ny version.
Salme har 10 strofer hver med 4 verselinjer.
Krydsrim i rimskemaet aBaB anvendes, i første strofe land/daler/strand/svaler.
Den handler om efterårets komme og udtrykker taknemmelighed til Gud over den netop overståede høst. Samtidig mindes om det kristne håb om evigt liv.
Første strofe beskriver den vilde danske natur.
Nu falmer skoven trindt om land,

og fuglestemmen daler;

alt flygted storken over strand,

ham følger viltre svaler.
trindt betyder her rundt.
I anden strofe flyttes fokus til det kultiverede danske landskab
Hvor marken bølged nys som guld

med aks og vipper bolde,

der ser man nu kun sorten muld

og stubbene de golde.

## Melodi

### Tysk melodi
Grundtvig skrev melodien til en tysk melodi fra 1600-tallet Jeg ved et evigt himmerig.
1640 er angivet som et omtrent årstal for melodien.
Denne melodi er stort set pentatonisk med undtagelse af den næstsidste tone hvor der der er et halvtonetrin.
Den har et toneomfang på en oktav og noteres gerne i 3/2 tempo.

### Nebelons melodi
Nebelons melodi er usædvanlig med et større portamento ved falmer
og derudover mindre sekundportamento ved stemmen, storken og følger.
Phillip Faber har henvist til melodien som den "romantiske melodi".
Han mener den har "noget storladent over sig" og "måske noget sødladen".

## Udgivelser og indspilninger
Salmen findes både i Den Danske Salmebog og Højskolesangbogen.
Den oprindelige tyske melodi har været foretrukket hos sangbogsudvalg og kirkefolk, mens Nebelongs melodi har været den populæreste. Først i 1993 kom Nebelongs melodi med i Højskolesangbogen og først i 2002 med i Den Danske Salmebog.
Phillip Faber tilskriver den sene optagelse med at Nebelongs melodi er atypisk "med smukke melismer, der gør melodien romantisk".
Den gamle tyske version findes i 555 sange i c-mol under "Årstidssalmer".
Nebelongs version er med i sangbogen 151 andre sange under "Dansk — året rundt" som nummer 54 og i F-dur.
I Edition Wilhelm Hansens Sangbogen er begge melodier angivet med den tyske melodi i d-mol og Nebelongs i As-dur.
Phillip Faber udvalgte Nebelongs version som en blandt blandt sine 20 yndlingssange til bogen Den danske sang. Her angives 10 strofer og melodien i F-dur.
Blandt solister der har indspillet Nebelongs version er Mathilde og Lene Siel.
Erik Paaske indspillede Nebelongs version med Willy Grevelund's orkester.
Johnny Madsen indspillede sangen til albummet Danmark nu blunder den lyse nat fra 2003.
Til en livekoncert i forbindelse med tv-serien Vilde vidunderlige Danmark var Christine Nonbo solist foran DR Symfoniorkestret i et arrangement af Peter Due.
DR Pigekorets Nebelongsversion fra 2005 var arrangeret og dirigeret af Michael Bojesen.